# Raion d'Alūksne
El raion d'Alūksne és un dels raions en què es dividia Letònia fins a la reforma administrativa i territorial promulgada el 2009.